# Witherita
Witherita ou witherite é um mineral da classe dos carbonatos, e dentro deste pertence ao chamado ao grupo da aragonite. É também conhecido como barolita ou viterita.

## Descoberta
O mineral foi descoberto em 1789 no distrito do Eden na  Inglaterra. Recebeu este nome como uma homenagem a William Withering, médico e naturalista Inglês que em 1784 publicou a primeira pesquisa sobre o mineral.

## Utilização

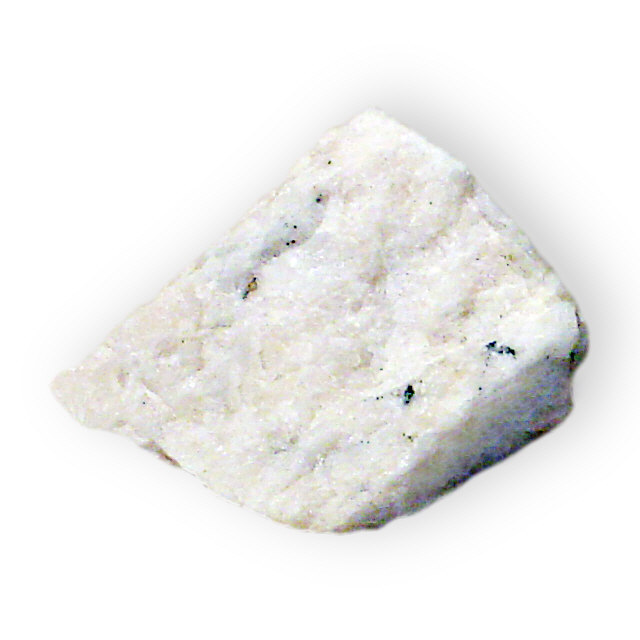
Witherita

É usado como como raticida, na produção de artefatos de objetos tendo a argila como matéria-prima para evitar a eflorescência de sais solúveis, como pigmentos, como fundente no preparo de esmaltes, em manufatura de papel, em eletrodos e na preparação de borracha.